# Lista de ramos do direito
Este artigo apresenta uma lista de ramos do direito, isso é, das subdivisões internas do direito estabelecidas pela comunidade jurídica e que, em alguns casos, já se encontravam presentes no direito romano. 

## Lista
- Direito administrativo[1]
- Direito aeronáutico
- Direito alternativo
- Direito ambiental
  - Direito de águas
- Direito bancário
- Direito canônico[1]
- Direito civil[1]
  - Direito das pessoas[1]
  - Direito dos bens[1]
  - Direito dos fatos jurídicos[1]
  - Direito de família[1]
  - Direito das obrigações[1]
  - Direito das sucessões[1]
  - Direito das coisas[1]
    - Direito imobiliário
- Direito do consumidor
- Direito da criança e do adolescente
- Direito constitucional[1]
  - Direito do Estado
- Direito desportivo
- Direito econômico
- Direito eleitoral
- Direito eletrônico
- Direito empresarial ou comercial[1]
  - Direito cambiário
  - Direito falimentar
  - Direito societário
- Direito marítimo
- Direito aduaneiro
- Direito Financeiro[1]
  - Direito fiscal
  - Direito tributário[1]
- Direitos humanos
- Direito indígena
- Direito da informática
- Direito internacional
  - Direito comunitário
    - Direito da União Europeia
    - Direito do Mercosul

  - Direito internacional penal
  - Direito internacional privado[1]
- Direito judiciário[1]
  - Direito de execução penal
  - Direito de execução civil
  - Direito de execução fiscal
- Direito militar
- Direito penal[1]
- Direito processual[1]
  - Direito processual civil[1]
  - Direito processual penal[1]
  - Direito processual do trabalho[1]
- Direito da propriedade intelectual
  - Direito autoral
- Direito registral e notarial
- Direito sanitário
- Direito da segurança social
- Direito Societário
  - Direito Previdenciário
- Direito securitário
- Direito do trabalho[1]
  - Direito individual do trabalho
  - Direito coletivo do trabalho
  - Direito sindical
- Direito urbanístico
- Direito dos valores mobiliários